# Dragonheads
Dragonheads (с англ. — «Драконьи Головы») — мини-альбом фолк-метал-группы Ensiferum, вышедший 20 февраля 2006 года на лейбле Spinefarm Records в Финляндии. Он включает в себя заглавную композицию, повествующую о морских походах викингов, две перезаписанные композиции с ранних демо группы («Warrior’s Quest» и «White Storm»), кавер на группу Amorphis («Into Hiding») и две композиции на тему финской народной музыки («Kalevala Melody» и «Finnish Medley»). Это первая запись с новыми участниками группы: Петри Линдроос, Сами Хинкка, Янне Парвиайнен.

## Об альбоме

### Запись
Мини-альбом был записан в ноябре 2005 года в Sonic Pump Studios, расположенном в Хельсинки. Добавочные клавишные были записаны Самуелем Руотсалайненем (Samuel Ruotsalainen) в Beat Domination Studios. Как и на альбомах Ensiferum и Iron, мастеринг выполнил Мика Юссила (Mika Jussila) в Finnvox Studios.

### Музыкальная характеристика
The Metal Observer обнаруживает, что на данном миньоне нет ни единого намёка на прежние пауэр- или трэш-составляющие. Однако присутствует мелодик-дэт-метал, в основном на песнях с ранних демозаписей.

### Тематика песен
Вступительная песня «Dragonheads» повествует о морских походах викингов. В призыве к походу в далёкие земли упоминаются головы драконов: «When we reach the open sea / Leaving our home behind / The Dragondheads are rising / Let the stars be our guides» (рус. Когда мы достигнем открытого моря / Оставив наши дома / Поднимем повыше головы драконов / И пусть звезды станут нашими поводырями). Здесь подразумевается носовой брус драккаров, выполненный в виде головы дракона. Песня «Warrior’s Quest» — это напутствие воину, идущему в поход. «White Storm» — трепетание перед могуществом бурана. «Into Hiding» — история о побеге островитянина из мрачной северной страны, тёмного дома Сара, обратившись в орла.

### Обложка
На обложке изображён носовой брус драккара в виде головы дракона, на фоне солнца, находящегося невысоко над горизонтом, и одинокого дерева, растущего на отроге.

### Отзывы и критика
Несмотря на существенные кадровые изменения, по мнению Allmusic, группе удалось сохранить своё старое фирменное звучание. Новый фронтмэн группы Петри Линдроос демонстрирует универсальность своего вокала, как и его предшественник, исполняя партии с расщеплением связок или чистым голосом. Однако отмечается недостаточно агрессивное или впечатляющее звучание его гитары. Источник Sputnikmusic отмечает высокое качество записи и внимание к деталям.
Немецкий metal1.info критикует вокал Петри Линдрооса, который по их мнению не идёт ни в какое сравнение с вокалом Яри Маенпа. К тому же отмечается, что песня «Into Hiding» совершенно не свойственна группе и выглядит чужеродным объектом на записи. Таким же образом Vampster не находит миньон интересным.

### История изданий
В 2006 году мини-альбом был издан в Финляндии, России, Канаде, Японии, Дании. В 2008 году он был издан в США. Все эти издания не имеют существенных отличий.

## Список композиций
| №  | Название | Текст песни                                                        | Музыка                                                                                                 | Длительность |
| -- | --- | ------------------------------------------------------------------ | --- | ------------ |
| 1. | «Dragonheads» (Драконьи Головы)                                                                                                  | Хинкка                                                             | Тойвонен                                                                                               | 5:18         |
| 2. | «Warrior’s Quest» (Поиски Воина)                                                                                                 | Маенпа                                                             | Тойвонен                                                                                               | 4:53         |
| 3. | «Kalevala Melody» (Мелодия Калевалы)                                                                                             | (инструментал)                                                     | Traditional                                                                                            | 1:49         |
| 4. | «White Storm» (Буран) | Маенпа                                                             | Тойвонен                                                                                               | 4:52         |
| 5. | «Into Hiding» (Скрываясь; кавер на песню группы Amorphis)                                                                        | Traditional                                                        | Esa Holopainen , Olli-Pekka Laine                                                                      | 3:50         |
| 6. | «Finnish Medley» (Финская смесь; смесь финских народных песен «Karjalan Kunnailla», «Myrskyluodon Maija» и «Metsämiehen laulu».) | Valter Juva (Karjalan Kunnailla), Aleksis Kivi (Metsämiehen Laulu) | Народная (Karjalan Kunnailla), Yrjö Kilpinen (Metsämiehen Laulu), Lasse Mårtenson (Myrskyluodon Maija) | 5:12         |

## Над альбомом работали

### Участники группы
- Петри Линдроос (Petri Lindroos) — вокал, гитара
- Маркус Тойвонен (Markus Toivonen) — гитара, вокал, перкуссия
- Мейю Энхо (Meiju Enho) — клавишные
- Сами Хинкка (Sami Hinkka) — бас-гитара, бэк-вокал
- Янне Парвиайнен (Janne Parviainen) — ударные

### Приглашённые музыканты
- Kaisa Saari — вокал в «Finnish Medley», блокфлейта в «Kalevala Melody»
- Vesa Vigman — мандолина в «Kalevala Melody»
- Frostheim — кантеле в «Kalevala Melody»

### Производство
- Nino «Symbaali Väärinpäin» Laurenne — сведение, звукоинженер
- Samuel «Päällikkö» Ruotsalainen — звукоинженер
- Mika Jussila — мастеринг
- Helgorth — обложка и буклет
- Ritual — лого
- Toni Härkönen — фотограф

## Позиции в чартах и сертификации
| Чарт (2006)                                 | Высшая позиция |
| ------------------------------------------- | -------------- |
| Финляндия Albums Chart (ÄKT / IFPI Finland) | 3              |